# Werner Schlager

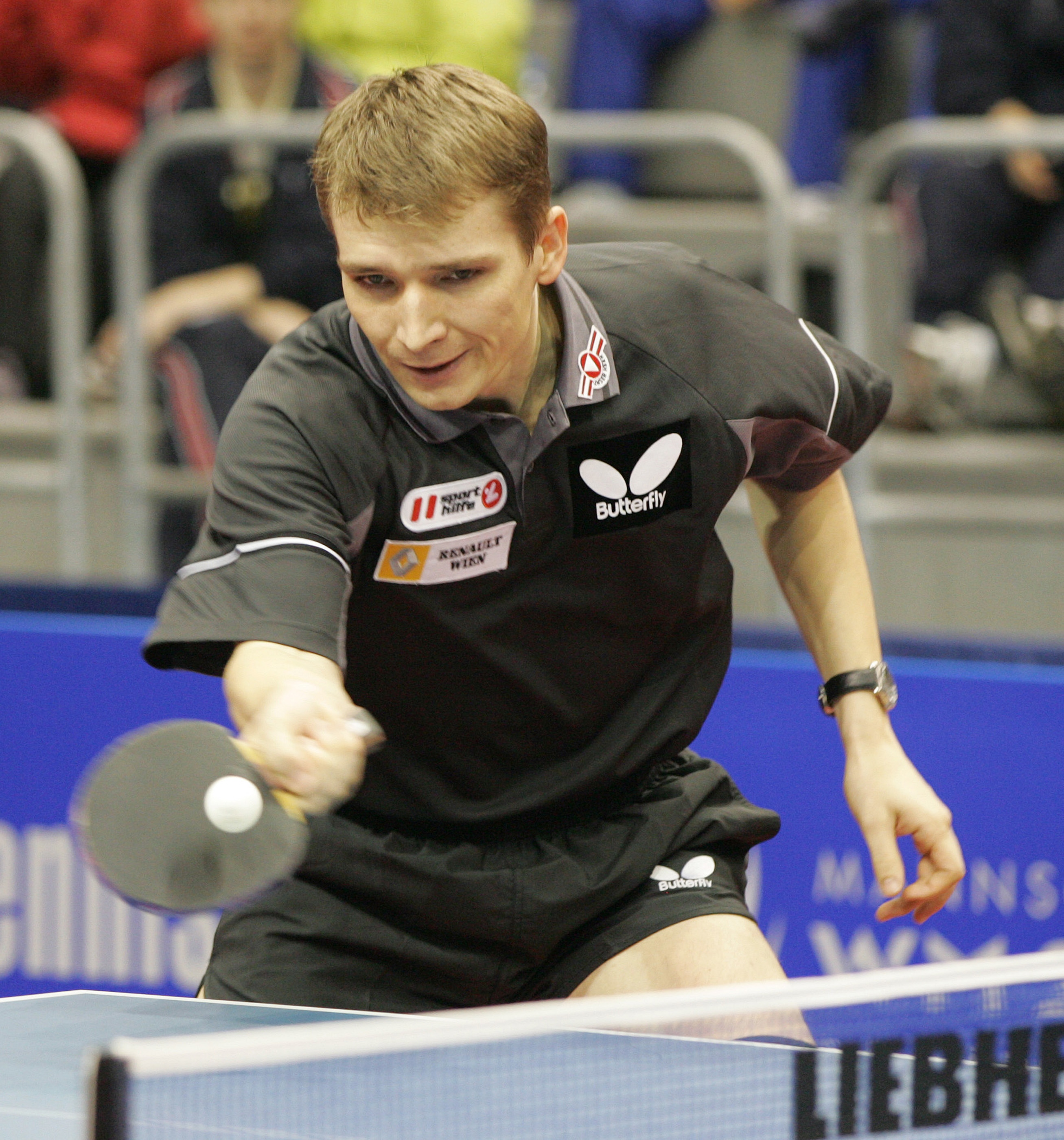
Vận động viên Werner Schlager

Werner Schlager (sinh ngày 28 tháng 9 năm 1972) là một vận động viên bóng bàn người Áo. Anh đã giành chức vô địch thế giới năm 2003. Schlager chơi bóng bàn từ năm 6 tuổi. Từ sau khi Richard Miner giành được chức vô địch thế giới năm 1937, anh là người Áo đầu tiên giành được danh hiệu này. Theo World Ranking của ITTF ngày 1 tháng 3 năm 2007, anh xếp hạng 11.

## Thành tích
- 1999 Thứ 3 giải vô địch thế giới
- 2000 Chiến thắng tại giải Euro Top-12
- 2002 Thứ 3 giải vô địch Châu Âu
- 2003 Vô địch thế giới
- 2003 Thứ 3 giải Euro Top-12
- 2004 Euro Top-12, Runner-Up
- 2006 Euro Top-12, Runner-Up
- 2006 Xếp hạng 9 thế giới